# عبدالملک بهاری
عبدالملک بهاری (Баҳорӣ Абдумалик) (زادهٔ ۲۲ مارچ ۱۹۲۷ در لنین‌آباد، اتحاد جماهیر شوروی سوسیالیستی – درگذشتهٔ ۳ دسامبر ۲۰۱۰ در دوشنبه، تاجیکستان) شاعر کودکان و نخستین داستان‌نویس تاجیک بود.

## زندگی
او در خانواده‌ای از طبقهٔ متوسط زاده شد که در صنعت تولید ابریشم فعالیت می‌کردند. او در سال ۱۹۴۶ از Leninabad Pedagogical Institute known Khujand State University فارغ‌التحصیل شد.
بهاری نویسنده‌ای است که تلفن‌های همراه و شبیه‌سازی انسان را پیش‌بینی کرده بود.

## آثار
- دل بی‌قرار(Дили беқарор)، ۱۹۶۲
- قرض جورگی (Қарзи ҷӯрагӣ)
- عجایبات نادر (Аҷоиботи Нодар)، ۱۹۷۲
- سنبله (Сунбула)، ۱۹۷۴

## پی‌نوشت
1. ↑  http://www.ozodi.org/content/article/2238187.html Даргузашти нависандаи фантаст Абдумалик Баҳорӣ - RFERL 03.12.2010